# Мухін Юрій Гнатович
Мухін Юрій Гнатович (нар. 22 березня 1949, м. Дніпропетровськ) — радянський винахідник і організатор виробництва; російський громадський діяч, політик і публіцист, письменник. Депутат Національної Асамблеї Російської Федерації. Лідер російського громадського руху «Армія Волі Народу». Відомий як автор різноманітних «теорій змов» та анти-науковою критикою генетики та апологет «народних академіків» Т. Д. Лисенка та Мічуріна.
Відомий також завдяки чисельним публікаціями з питань теорії управління, історії СРСР. Автор публіцистичних фільмів з історії СРСР і суспільно-політичних питань, художніх творів.
Генеральний директор Некомерційного партнерства «Центр незалежної журналістики», головний редактор газети «Дуель», що виходила з 1995 по травень 2009 року.

## Публіцистика
У своїх роботах Юрій Мухін критикує багато загальноприйняті історичні положення і висуває власні громадські, історичні та філософські теорії.
Серед основних ідей, які підтримує і розвиває Юрій Мухін:
- Делократія: будь-яка праця у виробничій або невиробничій сфері повинна оцінюватися не начальником виконавця цієї праці, а виключноспоживачем;
- Перший президент Росії Б. М. Єльцин помер у 1996 р. і до 2007 року його заміщав двійник або двійники;
- Польські офіцери в Катині були вбиті німецькими окупантами в 1941 році;
- Однією з головних причин значних втрат РСЧА в літній кампанії 1941 року була відсутність сучасного зв'язку в радянських військах, на відміну від вермахту;
- І. В. Сталін був убитий, як мінімум, ненаданням допомоги при інсульті, а Л. П. Берія застрелений без суду і слідства в результаті змови М. С. Хрущова і ряду близьких до нього осіб;
- Культ особи Сталіна був створений партійною номенклатурою у власних же інтересах. Культ особистості ґрунтувався на особистому авторитеті Сталіна, заробленим його розумом і працьовитістю.
- Репресії, які відбувалися за безпосередньої участі Сталіна та Берії, були обґрунтовані (питання, головним чином, розглянуто в книзі «Вбивство Сталіна і Берія»);
- Сталін прагнув до усунення комуністичної партії від влади і перетворення її в громадську організацію духовно-виховного типу, на зразок церкви (духовного ордена);
- Наказ про приведення військ у повну бойову готовність перед німецьким нападом був відданий Сталіним вчасно — 18 червня 1941 р., проте саботований генералітетом;
- Т. Д. Лисенко був правий у всіх основних положеннях своєї теорії, а його противники були псевдонауковими шарлатанами;[1]
- Основною причиною голодомору в Україні і Кубані було знищення тяглової худоби (волів) самими селянами в процесі колективізації;
- Спецслужби різних країн у процесі багаторічної корупції та відсутності належного контролю схильні до перетворення в антидержавні кримінальні утворення, зокрема, теракт 11 вересня 2001 року в США, проведений, як стверджує Мухін, ЦРУ США;
- Американці ніколи не висаджувалися на Місяць в рамках програми «Аполлон»[2]; СРСР не став розвінчувати цю аферу імовірно тому, що у відповідь ЦРУ розкрило б інформацію про непристойну роль КДБ СРСР у справі усунення Сталіна та Берії;
- Якість підготовки кадрових військових до німецько-радянської війни була низькою, і це, значною мірою, зумовило поразки і зайві втрати протягом усієї війни;
- Бог не існує, проте у всіх живих істот є «Дух» — основа тваринного мислення, а у людини, крім того, Душа — основа людської сутності, обидва явища матеріальні, імовірно польової структури; «Дух» згасає разом з припиненням окисного обміну речовин, «душа» залишається існувати окремо від трупа на невизначено довгий час; посмертне буття душі визначається тим, чи змогла дана людина за життя піднестися над тваринними інстинктами чи ні;
- Одним з головних винуватців Другої світової війни (якщо не самим головним) є Польща — традиційно загарбницька і антиросійська політика польських правлячих кіл, підбурювана Великою Британією, послужила головним каталізатором початку війни; нинішня політика Польщі також проводиться в рамках цієї концепції;
- Перемоги німецьких льотчиків-асів під час Другої світової війни здебільшого сфальсифіковані пропагандою Геббельса і самими льотчиками;
- Ставляться під сумнів масштаби Голокосту, розвивається ідея про штучні провокації антисемітизму в різних країнах сіоністами, щоб прискорити від'їзд євреїв в Ізраїль, а також співробітництво з цією метою з Гітлером;
- Літак Боїнг-747 рейсу «KAL-007» був збитий 1 вересня 1983 року не радянськими ППО, а американським винищувачем, не над затокою Аніва, а в районі Ніїгати. СРСР, маючи на руках докази цього, не виступив із звинуваченнями на адресу США імовірно тому, що у відповідь ЦРУ розкрило б інформацію про непристойної ролі КДБ СРСР у справі усунення Сталіна та Берії;

## Бібліография
- Ю. И. Мухин. Антибюрократическая азбука. — М.: «Русское слово», 1992. — 64 с. (рос.)
- Ю. И. Мухин. Путешествие из демократии в дерьмократию и дорога обратно.— М.: «Гарт», 1993. — 287 с. (рос.)
- Ю. И. Мухин. Наука управлять людьми: изложение для каждого. — М.: «Фолиум», 1995. — 360 с. (рос.)
- Ю. И. Мухин. Катынский детектив. — М.: «Светотон», 1995. — 176 с. ISBN 5-7419-001-9 (рос.)
- Ю. И. Мухин. Душа бессмертна! Евангелие атеиста. — Б. м.: Б. и., 1999. — 68 с. (рос.)
- Война и мы. Военная мысль в СССР и Германии. Под общ. ред. Ю. И. Мухина. Кн. 2. — М.: «Профиздат», 2001. — 320 с. (рос.)
- Ю. И. Мухин. Убийство Сталина и Берия. — М.: «Крымский мост-9Д», «Форум», 2002. — 731 с. (рос.)
- Ю. И. Мухин. Антироссийская подлость [Архівовано 30 жовтня 2012 у Wayback Machine.]. Расследование фальсификации катынского дела Польшей и Генеральной прокуратурой России с целью разжечь ненависть поляков к русским. — М.: «Крымский мост-9Д», «Форум», 2003. — 762 с. (рос.)
- Ю. И. Мухин. Россия. Ещё не вечер. — М.: «Яуза», «Эксмо», 2003. — 319 с. (рос.)
- Война и мы. Человеческий фактор. Под общ. ред. Ю. И. Мухина. Кн. 1. — М.: «Профиздат», 2003. — 268 с. (рос.)
- Ю. И. Мухин. Не надейся — не умрешь! — М.: «Эксмо», «Яуза», 2004. — 383 с. (рос.)
- Ю. И. Мухин. За державу обидно! — М.: «Яуза», 2004. — 637 с (Переиздание: 2006) (рос.)
- Ю. И. Мухин. За что убит Сталин? — М.: «Эксмо», «Яуза», 2004. — 157 с (Переиздание: 2005) (рос.)
- Ю. И. Мухин. Кто убивал американцев 11 сентября 2001 года? — М.: «Яуза», «Эксмо», 2004. — 159 с (Переиздание: 2005) (рос.)
- Ю. И. Мухин. Крестовый поход на Восток. «Жертвы» второй мировой. — М.: «Яуза», «Эксмо», 2004. — 351 с. (рос.)
- Ю. И. Мухин. Тайны еврейских расистов. — М.: «Яуза», «Эксмо», 2004. — 158 с (Переиздание: 2005) (рос.)
- А. З. Лебединцев, Ю. И. Мухин. Отцы-командиры. Звезды на погонах — звезды на могилах. — М.: «Яуза», 2004. — 605 с. (рос.)
- Ю. И. Мухин. Асы и пропаганда. Дутые победы Люфтваффе. — М.: «Яуза», «Эксмо», 2004. — 477 с (Переиздание: 2007)
- Ю. И. Мухин. Избавься от долларов! — М.: «Яуза», «Эксмо», 2005. — 157 с. (рос.)
- Ю. И. Мухин. Польша в НАТО? Туда ей и дорога! — М.: «Яуза», 2005. — 159 с. (рос.)
- Ю. И. Мухин. Тайны Израиля. — М.: «Яуза», «Пресском», 2005. — 158 с. (рос.)
- Ю. И. Мухин. Как уродуют историю твоей Родины? — М.: «Яуза», «Эксмо», 2005. — 220 с.
- Ю. И. Мухин. Код Ельцина. — М.: «Яуза», «Пресском», 2005. — 159 с.
- Ю. И. Мухин. Антиаполлон. Лунная афера США. — М.: «Яуза», «Эксмо», 2005. — 427 с.
- Ю. И. Мухин. Убийцы Сталина. Главная тайна XX века. — М.: «Яуза», 2005. — 671 с (Переиздание: М.: «Яуза-пресс», 2007.)
- Ю. И. Мухин. По повестке и по призыву. Некадровые солдаты Великой Отечественной. — М.: «Яуза», «Эксмо», 2005. — 351 с.
- Ю. И. Мухин. Если бы не генералы! Проблемы военного сословия. — М.: «Яуза», 2006. — 735 с (Переиздание: 2007)
- Ю. И. Мухин. Продажная девка Генетика. — М.: «Издатель Быстров», 2006. — 415 с.
- Ю. И. Мухин. Евреям о расизме. — М.: «Алгоритм», 2006. — 399 с.
- Ю. И. Мухин. Власть над властью. — М.: «Алгоритм», 2007. — 368 с.
- Ю. И. Мухин. Средства массовой брехни. — М.: «Алгоритм», 2008. — 336 с.
- Ю. И. Мухин. Три еврея или Как хорошо быть инженером. — М.: «Крымский мост — 9Д», 2008. — 654 с. ISBN 978-5-89747-036-5
- Ю. И. Мухин. Власть на костях, или Самые наглые аферы XX века. — М.: «Алгоритм», 2008. — 240 с.
- Ю. И. Мухин. Кнут народа. — М.: «Алгоритм», 2008. — 336 с.
- Ю. И. Мухин. СССР имени Берия. — М.: «Алгоритм», 2008. — 336 с.
- Ю. И. Мухин. Кто на самом деле развязал Вторую Мировую войну? — М.: «Яуза-пресс», 2010. — 288 с.
- Ю. И. Мухин. Главная антироссийская подлость — М.: «Яуза-пресс», 2010. — 243 с.